# Шен (Об)
Шен (фр. Chêne) насеље је и општина у североисточној Француској у региону Шампањ-Арден, у департману Об која припада префектури Троа.
По подацима из 2011. године у општини је живело 289 становника, а густина насељености је износила 13,76 становника/km². Општина се простире на површини од 21,01 km². Налази се на средњој надморској висини од 98 метара.

## Демографија
| 1962. | 1968. | 1975. | 1982. | 1990. | 1999. | 2011. |
| ----- | ----- | ----- | ----- | ----- | ----- | ----- |
| 201   | 225   | 191   | 229   | 196   | 198   | 289   |

График промене броја становника у току последњих година